# Llaullao
Llaullao o Llau-llao es una localidad chilena de la comuna de Castro, ubicada aproximadamente a unos 7 km al norte de la ciudad homónima. En el censo de 2002 habían 753 habitantes.